# رکه الینگتون
رکه الینگتون (انگلیسی: Raecce Ellington؛ زادهٔ ۲۰ آوریل ۲۰۰۰) بازیکن فوتبال است.
از باشگاه‌هایی که در آن بازی کرده‌است می‌توان به باشگاه فوتبال برادفورد سیتی اشاره کرد.